# Berat Buzhala
Berat Buzhala (ur. 15 marca 1975 w Çabiqu) – kosowski dziennikarz, deputowany do Zgromadzenia Kosowa z ramienia Demokratycznej Partii Kosowa.

## Życiorys
Pracował w Prisztinie jako redaktor czasopisma Express.
Od 12 grudnia 2010 do 7 maja 2014 roku był posłem do Zgromadzenia Kosowa z ramienia Demokratycznej Partii Kosowa.